# Route Adélie de Vitré 2025
La Route Adélie de Vitré 2025, ventinovesima edizione della corsa, valida come evento dell'UCI Europe Tour 2025 categoria 1.1 e come quinta prova della Coppa di Francia 2025, si svolse il 4 aprile 2025 su un percorso di 174,2 km, con partenza e arrivo a Vitré, in Francia. La vittoria fu appannaggio del norvegese Stian Fredheim, il quale completò il percorso in 3h51'29", alla media di 45,152 km/h, precedendo i francesi Paul Penhoët e Émilien Jeannière.
Sul traguardo di Vitré 94 ciclisti, dei 127 partiti dalla medesima località, portarono a termine la competizione.

## Squadre e corridori partecipanti
| N.    | Cod. | Squadra                    |
| ----- | ---- | -------------------------- |
| 1-7   | ARK  | Arkéa-B&B Hotels           |
| 11-17 | COF  | Cofidis                    |
| 21-27 | DAT  | Decathlon AG2R La Mondiale |
| 31-37 | GFC  | Groupama-FDJ               |
| 41-47 | IWA  | Intermarché-Wanty          |
| 51-57 | TEN  | TotalEnergies              |
| 61-67 | UXM  | Uno-X Mobility             |
| 71-77 | RKT  | Unibet Tietema Rockets     |
| 81-87 | CJR  | Caja Rural-Seguros RGA     |
| 91-97 | WB2  | Wagner Bazin WB            |

| N.      | Cod. | Squadra                           |
| ------- | ---- | --------------------------------- |
| 101-105 | EUS  | Euskaltel-Euskadi                 |
| 111-117 | TNN  | Team Novo Nordisk                 |
| 121-127 | VBF  | VF Group-Bardiani CSF-Faizanè     |
| 131-137 | EKP  | Equipo Kern Pharma                |
| 141-147 | AUB  | St Michel-Preference Home-Auber93 |
| 151-157 | BPC  | BHS-PL Beton Bornholm             |
| 161-167 | VRR  | Van Rysel-Roubaix                 |
| 171-177 | UCN  | CIC-U-Nantes                      |
| 181-187 | NMC  | Nice Métropole Côte d'Azur        |

## Ordine d'arrivo (Top 10)
| Pos. | Corridore         | Squadra       | Tempo    |
| ---- | ----------------- | ------------- | -------- |
| 1    | Stian Fredheim    | Uno-X         | 3h51'29" |
| 2    | Paul Penhoët      | Groupama      | s.t.     |
| 3    | Émilien Jeannière | TotalEnergies | s.t.     |
| 4    | Clément Venturini | Arkéa         | s.t.     |
| 5    | Matyáš Kopecký    | Novo Nordisk  | s.t.     |
| 6    | Jenthe Biermans   | Arkéa         | s.t.     |
| 7    | Luca Van Boven    | Intermarché   | s.t.     |
| 8    | Filippo Fiorelli  | VF Group      | s.t.     |
| 9    | Noa Isidore       | Decathlon     | s.t.     |
| 10   | Bryan Coquard     | Cofidis       | s.t.     |